# (706765) 2010 TK7
2010 TK7 – planetoida będąca pierwszą zaobserwowaną planetoidą trojańską Ziemi. Została odkryta 1 października 2010 roku za pomocą teleskopu kosmicznego WISE. W grudniu 2020 w ramach projektu Pan-STARRS odkryto drugiego trojańczyka Ziemi, (614689) 2020 XL5.

## Odkrycie
Naukowcy przewidywali, że podobnie jak w przypadku Jowisza, Neptuna czy Marsa również Ziemia może posiadać planetoidy trojańskie. Długo nie udawało się ich wykryć, gdyż obiekty te są względnie małe, a z punktu znajdującego się na Ziemi widoczne są na niebie blisko Słońca. Pierwsza ziemska planetoida trojańska została odkryta 1 października 2010 za pomocą satelity WISE. Hipotezę o wspólnej z Ziemią orbicie wysunął Martin Connors (Uniwersytet Athabasca, Kanada), a obserwacje obiektu przeprowadził Christian Veillet za pomocą 3,6-metrowego Teleskopu Kanadyjsko-Francusko-Hawajskiego na Hawajach. Na ich podstawie Paul Wiegert (Uniwersytet Zachodniego Ontario, Kanada) wykonał symulacje komputerowe, które potwierdziły początkową hipotezę. Odkrycie zostało ogłoszone 28 lipca 2011 roku (artykuł o odkryciu został przedstawiony w czasopiśmie Nature).

## Orbita

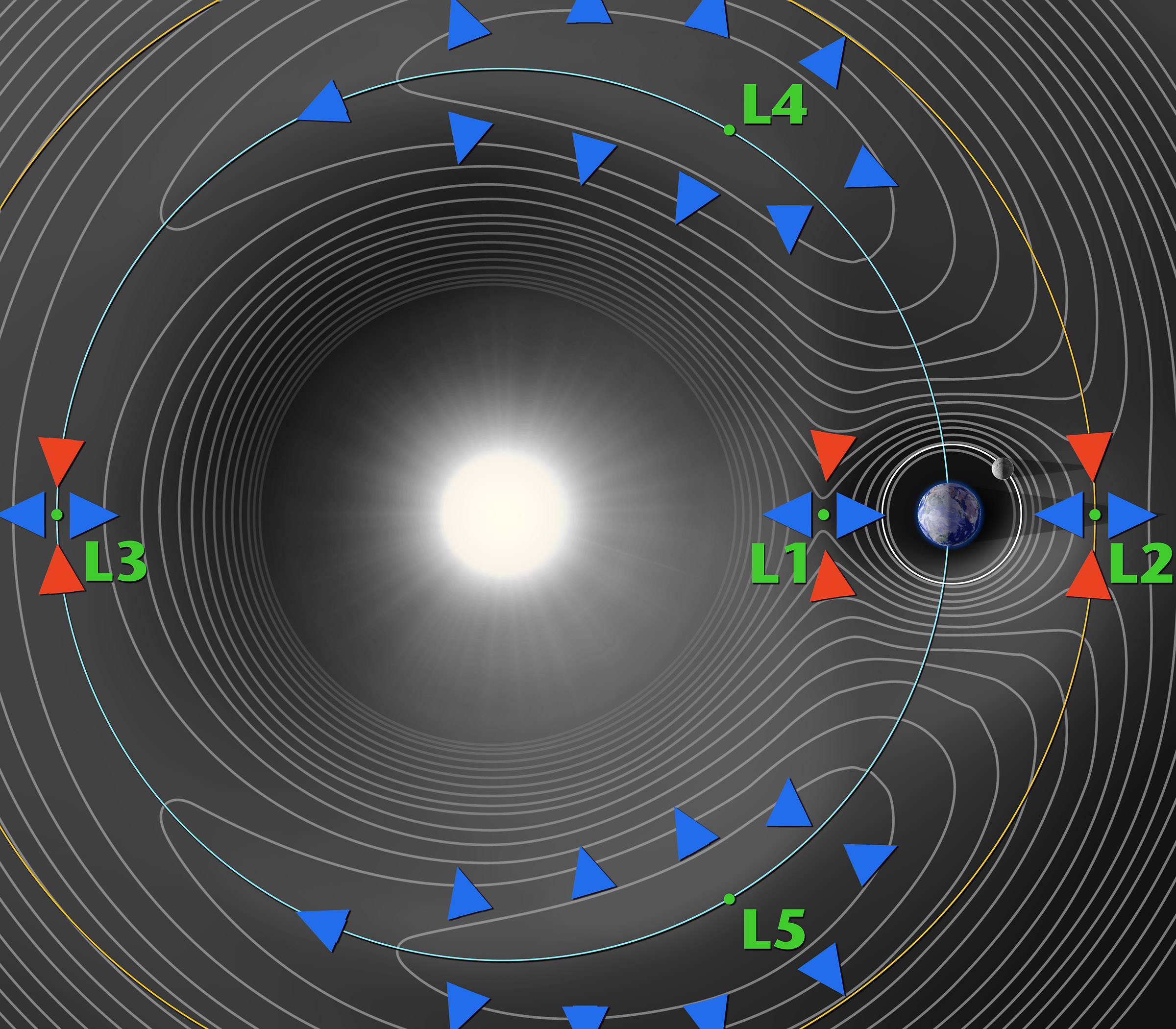
Punkty Lagrange’a układu Ziemia–Słońce

Asteroida ma około 300 metrów średnicy. 2010 TK7 okrąża Słońce w średniej odległości 1 j.a., takiej jak Ziemia. Jej orbita okrąża punkt libracyjny Lagrange’a L4 na orbicie Ziemi, położony w odległości kątowej 60° przed planetą; jest ona wydłużona i sprawia, że planetoida dociera aż w pobliże punktu libracyjnego L3, położonego po przeciwnej stronie Słońca niż Ziemia. W 2014 roku odległość 2010 TK7 od Ziemi zmieniała się w granicach od ok. 30 mln km do ok. 120 mln km.
Obliczenia wskazują, że najmniejsza odległość, na jaką obiekt ten może zbliżyć się do naszej planety, to ok. 12,7 mln km. Według obliczeń odkrywców orbita planetoidy powinna być stabilna co najmniej następne 10 tysięcy lat.
Pomimo że NASA planuje w przyszłości wysłać załogową wyprawę na planetoidę bliską Ziemi, 2010 TK7 nie jest najlepszym celem, ponieważ jej orbita sprawia, że planetoida znacznie oddala się od ekliptyki i dotarcie do niej wymagałoby dużego wydatku energii; inne planetoidy trojańskie Ziemi mogą okazać się bardziej dostępne.
Planetoida ta jest zaliczana również do grupy Atena.